# Juan Esteban Enríquez de Saldaña
Juan Esteban Enríquez de Saldaña fue un político peruano. Fue uno de los firmantes del Acta de Independencia del Perú.
Fue miembro suplente del Congreso Constituyente de 1822 por el departamento de Lima. Dicho congreso constituyente fue el que elaboró la primera constitución política del país.